# Magregöl (Älghults socken, Småland)
Magregöl är en sjö i Uppvidinge kommun i Småland och ingår i Alsteråns huvudavrinningsområde.